# 三角叶过路黄
三角叶过路黄（学名：Lysimachia deltoidea）是报春花科珍珠菜属的植物。分布在尼泊尔、不丹、印度等地，生长于海拔1,000米至3,500米的地区，目前尚未由人工引种栽培。

## 异名
- Lysimachia deltoidea Wight var. cinerascens Franch.